# Åshammars IK

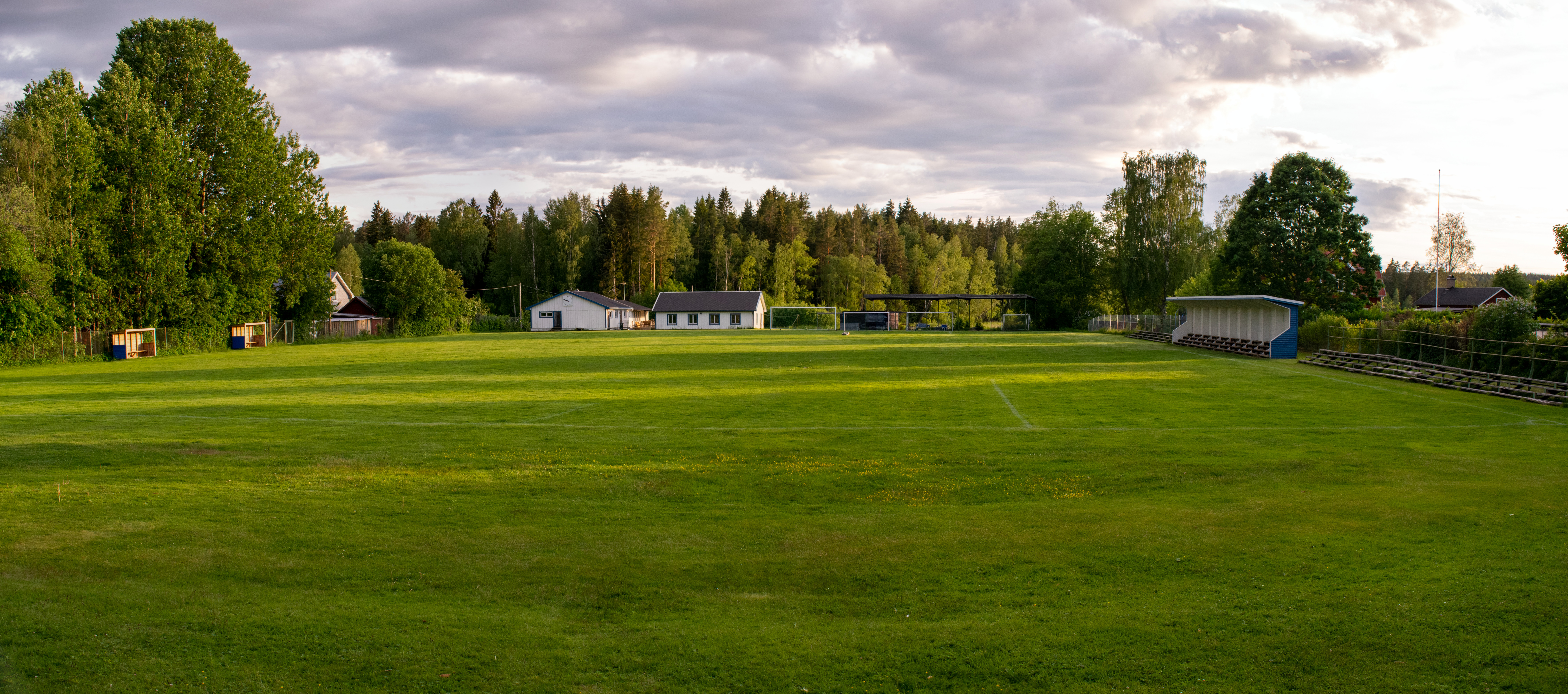
Tribünen und Clubhaus in Åshammar

Åshammars IK ist ein schwedischer Fußballverein aus Åshammar. Die Wettkampfmannschaft spielte Ende der 1960er Jahre eine Spielzeit in der zweithöchsten Spielklasse des Landes.

## Geschichte
Im April 1922 gegründet spielte Åshammars IK zunächst im unterklassigen Ligabereich. Hatte sich die Mannschaft in den 1950er Jahren in der vierten Liga etabliert, stand sie zu Beginn des folgenden Jahrzehnts mehrfach im Aufstiegsrennen zur dritten Spielklasse. 1964 holte sie den Staffelsieg in der Division 4 Gästrikland und – nach zwei Spielzeiten im vorderen Mittelfeld – stieg drei Jahre später in die zweite Liga auf. In der Svealand-Staffel war der Neuling jedoch chancenlos. Nach zwei Saisonsiegen stieg er als abgeschlagener Tabellenletzter begleitet von IF Karlskoga/Bofors und Västerås SK am Ende der Spielzeit 1968 direkt wieder ab.
Nur zwei Jahre später rutschte Åshammars IK als Tabellenvorletzter seiner Drittligastaffel wieder in die Viertklassigkeit ab. Die folgenden Jahre waren vom Wechsel zwischen den Spielklassen geprägt. Nach dem Aufstieg 1972 folgte zwei Jahre später der Abstieg, dem sich der direkte Wiederaufstieg anschloss. In der dritten Liga hielt sich der Klub anschließend zwei Spielzeiten, um nach dem abermaligen Abstieg direkt wieder aufzusteigen. Dieses Mal verpasste die Mannschaft auf Anhieb den Klassenerhalt und spielte in den folgenden Jahren viertklassig. Mit dem Abstieg in die Fünftklassigkeit 1985 verabschiedete sich der Verein vom höherklassigen Fußball.